# Chế độ lưỡng viện

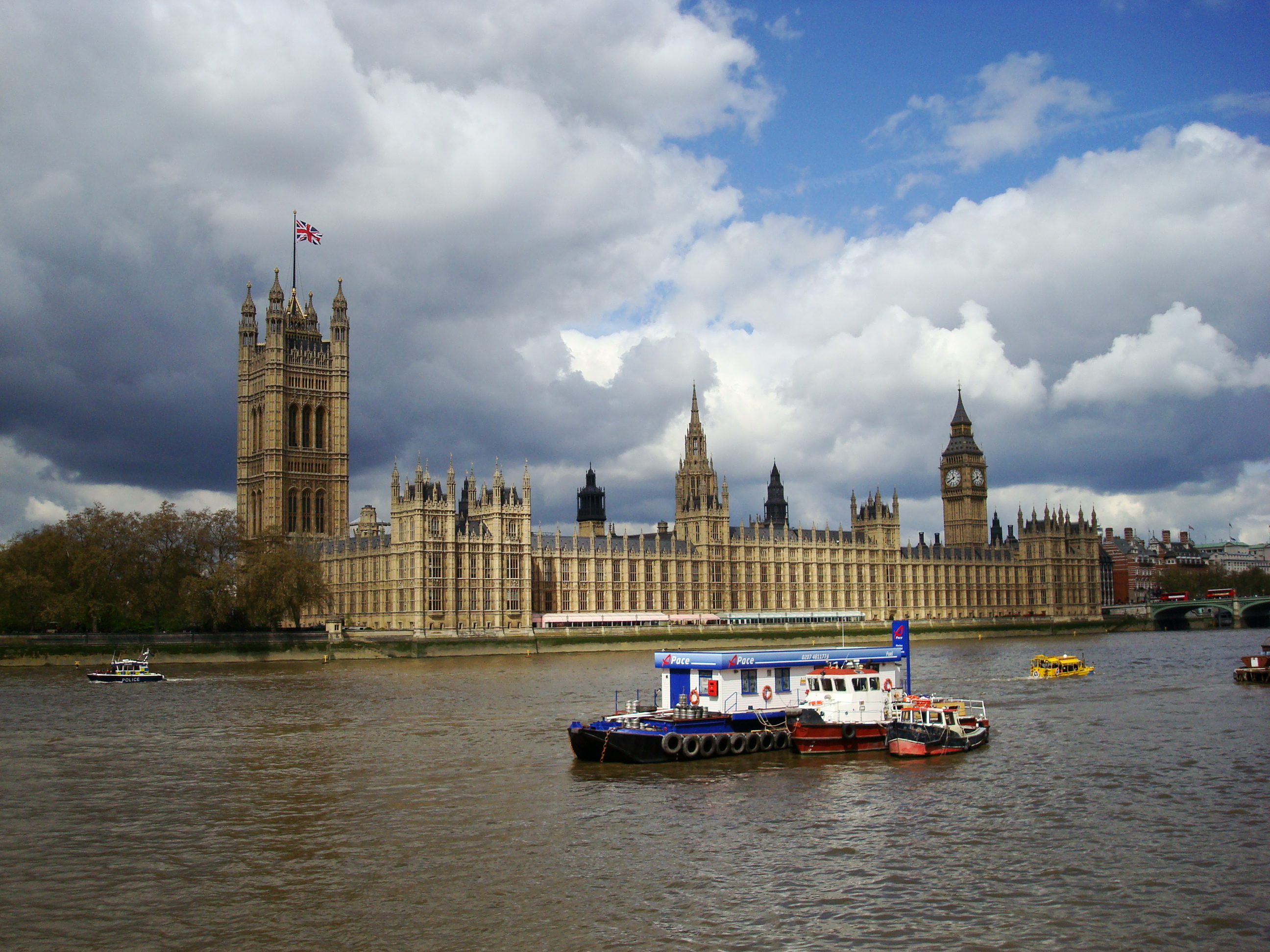
Điện Westminster, trụ sở của Quốc hội Vương quốc Anh

Tòa nhà Quốc hội Hoa Kỳ, nơi đặt trụ sở của Quốc hội Hoa Kỳ

Quốc hội lưỡng viện là hình thức lập pháp trong đó các nhà lập pháp phân ra thành hai hội đồng, như thượng viện hay hạ viện phân biệt nhau nhau. Quốc hội theo kiểu lưỡng viện hay chế độ lưỡng viện được phân biệt với chế độ nhất viện, trong đó tất cả các thành viên quốc hội đều hội bàn và bỏ phiếu như một nhóm duy nhất. Tính đến  năm 2015. Khoảng 40% cơ quan lập pháp ở quốc gia trên thế giới là lưỡng viện, trong khi khoảng 60% là đơn viện.
Thông thường, các thành viên của hai viện được bầu hoặc lựa chọn theo các phương thức khác nhau, thay đổi theo từng quốc gia. Điều này thường có thể dẫn đến hai phân viện có các thành phần rất khác nhau.
Việc ban hành các dự luật cơ bản thường đòi hỏi sự đa số đồng thời — sự chấp thuận của đa số thành viên trong mỗi viện của cơ quan lập pháp. Trong trường hợp này, cơ quan lập pháp có thể được gọi là một ví dụ của chế độ lưỡng viện tuyệt đối. Tuy nhiên, trong nhiều hệ thống nghị viện và bán tổng thống, phân viện mà có chịu trách nhiệm hành pháp có thể lấn át viện kia và có thể được coi là một ví dụ của chủ nghĩa lưỡng viện không tuyệt đối. Một số cơ quan lập pháp nằm ở giữa hai vị trí này, với một viện chỉ có thể thay thế viện kia trong một số trường hợp nhất định.